# Brian Farioli
Brian Andrés Farioli (Santa Fe, Argentina, 19 de febrero de 1998) es un futbolista argentino. Juega como mediocentro y su equipo actual es Estudiantes de la Primera Nacional de Argentina.  

## Trayectoria
Comenzó su carrera futbolística en las categorías inferiores de Colón, tras llegar procedente de Santa Fe F.C. en 2009. Tuvo su debut profesional en 2019, año en el que disputó cinco partidos, tres de ellos como titular. Su primer encuentro fue el 22 de septiembre de ese año, cuando ingresó a los 77 minutos en la derrota como visitante por 3-2 ante Lanús, reemplazando a Tomás Chancalay.
Ese mismo año, fue convocado para la concentración de la final de la Copa Sudamericana debido a una lesión momentánea de Rodrigo Aliendro. Solo 15 días después de su debut, firmó su primer contrato profesional, consolidando su vínculo con el club.
El 11 de febrero de 2021, fue cedido a préstamo al Arsenal de Sarandí, donde jugó durante una temporada antes de regresar a Colón en 2022. En 2023, fue nuevamente cedido, esta vez al Central Córdoba. Para 2024, regresó a Colón y disputó una temporada más con el equipo santafesino, aunque solo disputó ocho encuentros.
En 2025, iba a fichar por el Alianza Lima de Perú como jugador libre, con el objetivo de disputar la Liga 1 y la Copa Libertadores, sin embargo, tras no haber pasado exitosamente los exámenes médicos, el cuadro blanquiazul decidió no contratarlo.

## Estadísticas
- Actualizado hasta el 12 de octubre de 2024.

| Club | Div.                | Temporada           | Liga  | Liga  | Liga   | Copas Nacionales(1) | Copas Nacionales(1) | Copas Nacionales(1) | Copas Internacionales(2) | Copas Internacionales(2) | Copas Internacionales(2) | Otros(3) | Otros(3) | Otros(3) | Total | Total | Total  |
| Club | Div.                | Temporada           | Part. | Goles | Asist. | Part.               | Goles               | Asist.              | Part.                    | Goles                    | Asist.                   | Part.    | Goles    | Asist.   | Part. | Goles | Asist. |
| --- | ------------------- | ------------------- | ----- | ----- | ------ | ------------------- | ------------------- | ------------------- | ------------------------ | ------------------------ | ------------------------ | -------- | -------- | -------- | ----- | ----- | ------ |
| Colón Argentina | 1.ª                 | 2018-19             | 0     | 0     | 0      | -                   | -                   | -                   | -                        | -                        | -                        | 1        | 0        | 0        | 1     | 0     | 0      |
| Colón Argentina | 1.ª                 | 2019-20             | 5     | 0     | 0      | 5                   | 0                   | 0                   | -                        | -                        | -                        | 4        | 0        | 0        | 14    | 0     | 0      |
| Colón Argentina | Total club          | Total club          | 5     | 0     | 0      | 5                   | 0                   | 0                   | 0                        | 0                        | 0                        | 5        | 0        | 0        | 15    | 0     | 0      |
| Arsenal Argentina | 1.ª                 | 2021                | 18    | 2     | 3      | 6                   | 0                   | 0                   | 7                        | 1                        | 0                        | -        | -        | -        | 31    | 3     | 3      |
| Arsenal Argentina | Total club          | Total club          | 18    | 2     | 3      | 6                   | 0                   | 0                   | 7                        | 1                        | 0                        | -        | -        | -        | 31    | 3     | 3      |
| Colón Argentina | 1.ª                 | 2022                | 6     | 0     | 0      | 10                  | 0                   | 1                   | 1                        | 0                        | 0                        | 2        | 0        | 1        | 19    | 0     | 2      |
| Colón Argentina | Total club          | Total club          | 6     | 0     | 0      | 10                  | 0                   | 1                   | 1                        | 0                        | 0                        | 2        | 0        | 1        | 19    | 0     | 2      |
| Central Córdoba Argentina | 1.ª                 | 2023                | 26    | 1     | 2      | 16                  | 1                   | 1                   | 1                        | 0                        | 0                        | -        | -        | -        | 43    | 2     | 3      |
| Central Córdoba Argentina | Total club          | Total club          | 26    | 1     | 2      | 16                  | 1                   | 1                   | 1                        | 0                        | 0                        | -        | -        | -        | 43    | 2     | 3      |
| Colón Argentina | 2.ª                 | 2024                | 8     | 0     | 0      | -                   | -                   | -                   | -                        | -                        | -                        | -        | -        | -        | 8     | 0     | 0      |
| Colón Argentina | Total club          | Total club          | 8     | 0     | 0      | 0                   | 0                   | 0                   | 0                        | 0                        | 0                        | -        | -        | -        | 8     | 0     | 0      |
| Total en su carrera | Total en su carrera | Total en su carrera | 63    | 3     | 5      | 37                  | 1                   | 2                   | 9                        | 1                        | 0                        | 7        | 0        | 1        | 116   | 5     | 8      |
| (1) Las copas nacionales se refiere a la Copa Argentina, la Copa de la Superliga Argentina y a la Copa de la Liga Profesional.(2) Las copas internacionales se refiere a la Copa Libertadores y a la Copa Sudamericana. (3) Incluye Copa Santa Fe. |                     |                     |       |       |        |                     |                     |                     |                          |                          |                          |          |          |          |       |       |        |